# ولاية سلانيك العثمانية
ولاية سالونيك (بالتركية العثمانية: ولايت سلانيك) وهي إحدى ولايات الدولة العثمانية مابين عامي 1867 إلى عام 1913 والتي تغطي اليوم إجزاء من أراضي اليونان، مقدونيا وبلغاريا وكانت ولاية سالونيك في القرن التاسع عشر تشغل مساحة (33,500 كم مربع).

## التقسيمات الإدارية
قسمت ولاية سالونيك إلى أربعة سناجق وهي :
1. سنجق سالونيك
2. سنجق سيرس
3. سنجق ذراما
4. سنجق ثاسوس

## أعلام
- عفت عنان